# Kamal Anis
Kamal Anis (arab. كمال أنيس, ur. 21 stycznia 1987) – marokański piłkarz, grający jako prawy napastnik w nieznanym klubie.

## Klub

### Początki
Zaczynał karierę w Raja Casablanca, gdzie grał jako junior, a następnie jako senior do 2010 roku.

### Wydad Fès
1 lipca 2010 roku dołączył do Wydadu Fès.
W sezonie 2011/2012 (pierwszym w bazie Transfermarkt) zagrał 10 meczów.

### CODM Meknès
1 sierpnia 2012 roku dołączył do CODM Meknès. W tym zespole zadebiutował 30 września 2012 roku w meczu przeciwko Wydad Fès (1:1). Na boisku pojawił się w 61. minucie, zastąpił Mohameda Achrafa Salime. Pierwszego gola strzelił 3 listopada 2012 roku w meczu przeciwko Chabab Rif Al Hoceima (porażka 2:1). Do siatki trafił w 90. minucie. Pierwszą asystę zaliczył 10 lutego 2013 roku w meczu przeciwko Maghreb Fez (porażka 1:2). Asystował przy bramce Faycala Benkassou w 98. minucie. Łącznie zagrał 26 meczów, strzelił gola i miał dwie asysty.

### Dalsza kariera
1 stycznia 2014 roku został zawodnikiem Raja Beni Mellal. Następnie dołączył do klubu, którego nie ma w bazie Transfermarkt.